# Cappella musicale della Basilica di Santa Maria Maggiore
La Cappella musicale della Basilica di Santa Maria Maggiore è il coro polifonico in servizio presso la basilica di Santa Maria Maggiore in Bergamo.

## Storia
L'attività della cappella musicale è documentata sin dal 1480, dove si riferisce di un gruppo di cantori guidati da tale "prete Giovanni". Già nel 1483 la Cappella sceglie per proprio maestro Franchino Gaffurio. Si susseguiranno nei secoli altri 50 direttori, alcuni di chiara fama come Pietro Vinci, Alessandro Grandi, o Tarquinio Merula. L'attività della cappella risulta sospesa per un breve periodo, tra il 1923 e il 1950.

### Maestri di cappella
- prete Giovanni (?-1483)
- Franchino Gaffurio (1483)
- Antonio de la Valle (1483-1492)
- Guglielmo di Borgundia (1492-1493)
- Giovanni di Borgundia (1493)
- Santo Spagnuolo (1494)
- Guglielmo di Borgundia (1494-1498)
- Giovanni Napoletano (1498-1506)
- Francesco de' Zanchi (1506-1508)
- Castelli sacerdote (1512-1517)
- Domenichino Racchetti (1517-1533)
- Gasparo Alberti (1536-1550)
- Marcantonio de Rota (1551-1552)
- Gasparo Alberti (1552-1554)
- Francesco Biffetto (1554-1561)
- Bartolomeo Muzio (1561-1564)
- Pietro Ponzio (1565-1567)
- Bartolomeo Ospite (1567-1568)
- Pietro Vinci (1568-1580)
- Ippolito Camatero (1580-1581)
- Giuglio Scala (1582-1583)
- Bartolomeo Spontano (1584-1586)
- Giovanni Florio (1586-1598)
- Giovanni Cavaccio (1598-1626)
- Alessandro Grandi (1627-1630)
- Tarquinio Merula (1631-1632)
- Cristoforo Guizzardi (1634-1640)
- Fermo Bresciani (1641-1642)
- Giovanni Battista Crivelli (1642-1648)
- Filippo Vitali (1648-1649)
- Battista Menigoni (1652-1653)
- Maurizio Cazzati (1653-1657)
- Pietro Andrea Ziani (1657-1659)
- Felice Antonio Arconati (1660-1664)
- Giovanni Battista Pederzoli (1664-1665)
- Giovanbattista Quaglia (1674-1690)
- Teodoro Regianni (1690-1692)
- Francesco Ballarotti (1692-1712)
- Giovanbattista Bassani (1712-1716)
- Giacomo Gozzini (1718-1745)
- Ludovico Ferronato (1745-1767)
- Carlo Lenzi (1767-1802)
- Giovanni Simone Mayr (1802-1845)
- Alessandro Nini (1847-1880)
- Emilio Pizzi (1897-1900)
- Guglielmo Mattioli (1900-1909)
- Agostino Donini (1909-1923)
  - Sospensione dell'attività
- Giuseppe Pedemonti (1950-1994)
- Valentino Donella (1994-2015)
- Cristian Gentilini (2015-in carica)

## Attività attuale
La conformazione consta di 13 cantori professionisti, 8 titolari e 5 supplenti che opera in diverse formazioni a seconda delle esigenze. Esegue repertorio storico della Cappella e nuove composizioni contemporanee.

## Discografia
Ha inciso nel 2017 due CD live 2017 Anniversari Bassani-Cazzati e I Maestri della Basilica per l'etichetta "Classica".